# プロム
プロム（英: prom）とは、プロムナード（米：promenade、舞踏会）の略称で、イギリス・アメリカ・カナダの高校で学年の最後に開かれるフォーマルなダンスパーティーを指す。

## 概要
高校最後の学年（日本の高3に該当）に開かれるものをシニア・プロム(Senior prom)、最後から2番目の学年（日本の高2に該当）に開かれるものをジュニア・プロム(Junior prom)という。高1から高2への進級時には開かれない模様。特に卒業時に開かれるシニアプロムはアメリカやカナダの高校生にとってとても重要なイベントとなっている。また、大学でもプロムが開かれることがある。
参加は原則として男女のペアであり、相手は同級生でなくても良く、上級生や下級生はもちろん卒業生や学校外の者でも構わない。また、参加は強制ではない。そのため、相手がいなくて全く参加しない者や毎回違う相手と何度も参加する者など様々である。パートナーを決めるのは男子が女子を誘うパターンが一般的で、卒業のプロムまでにパートナーを見つけられなかったり、思い通りの相手と組めなかったりすることが多々ある。

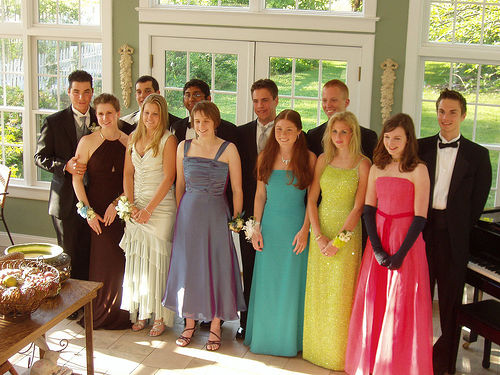
一般的なプロムの衣装。男性はタキシード、女性はドレスとコサージュを着用している。

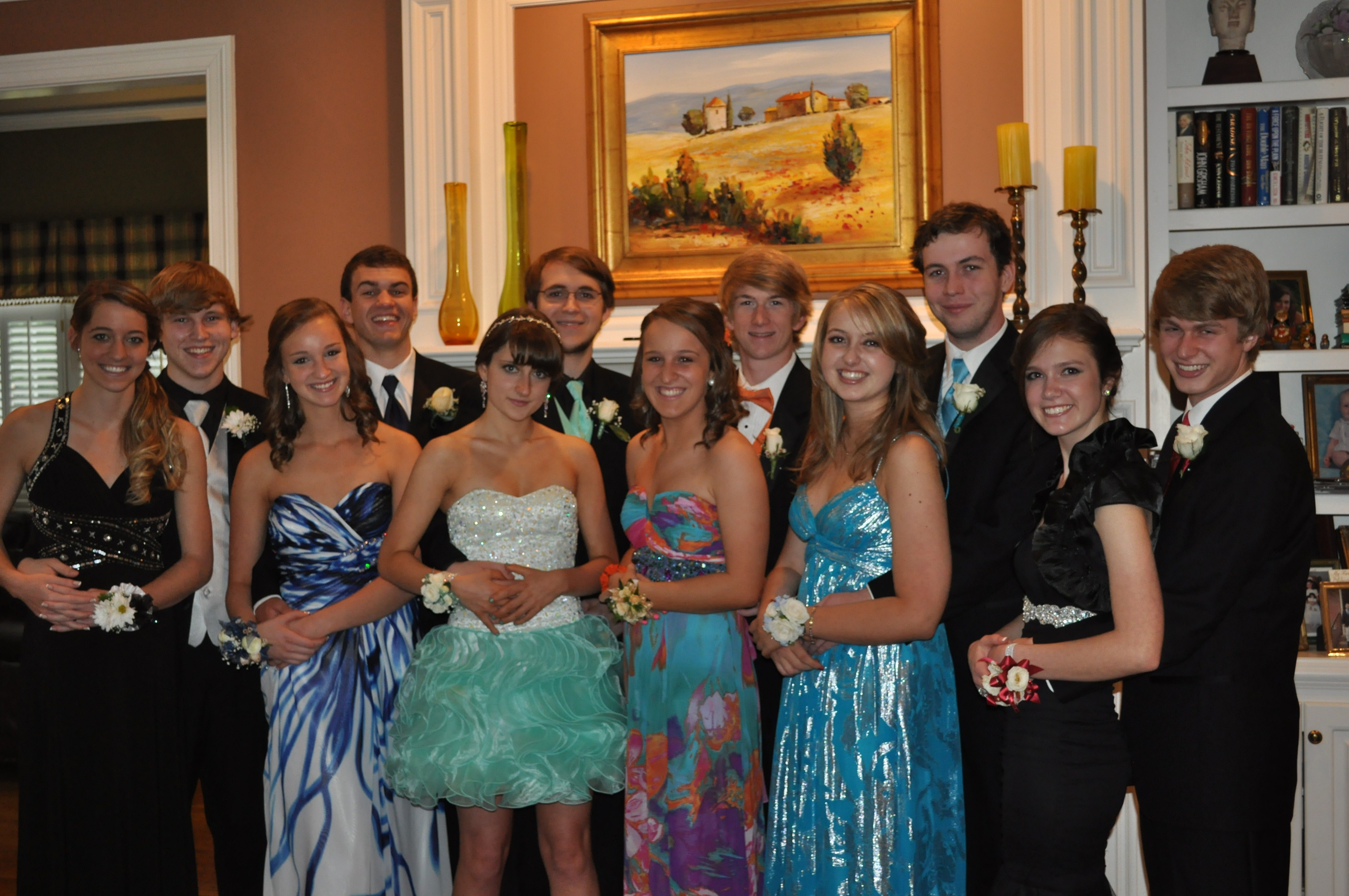
プロム

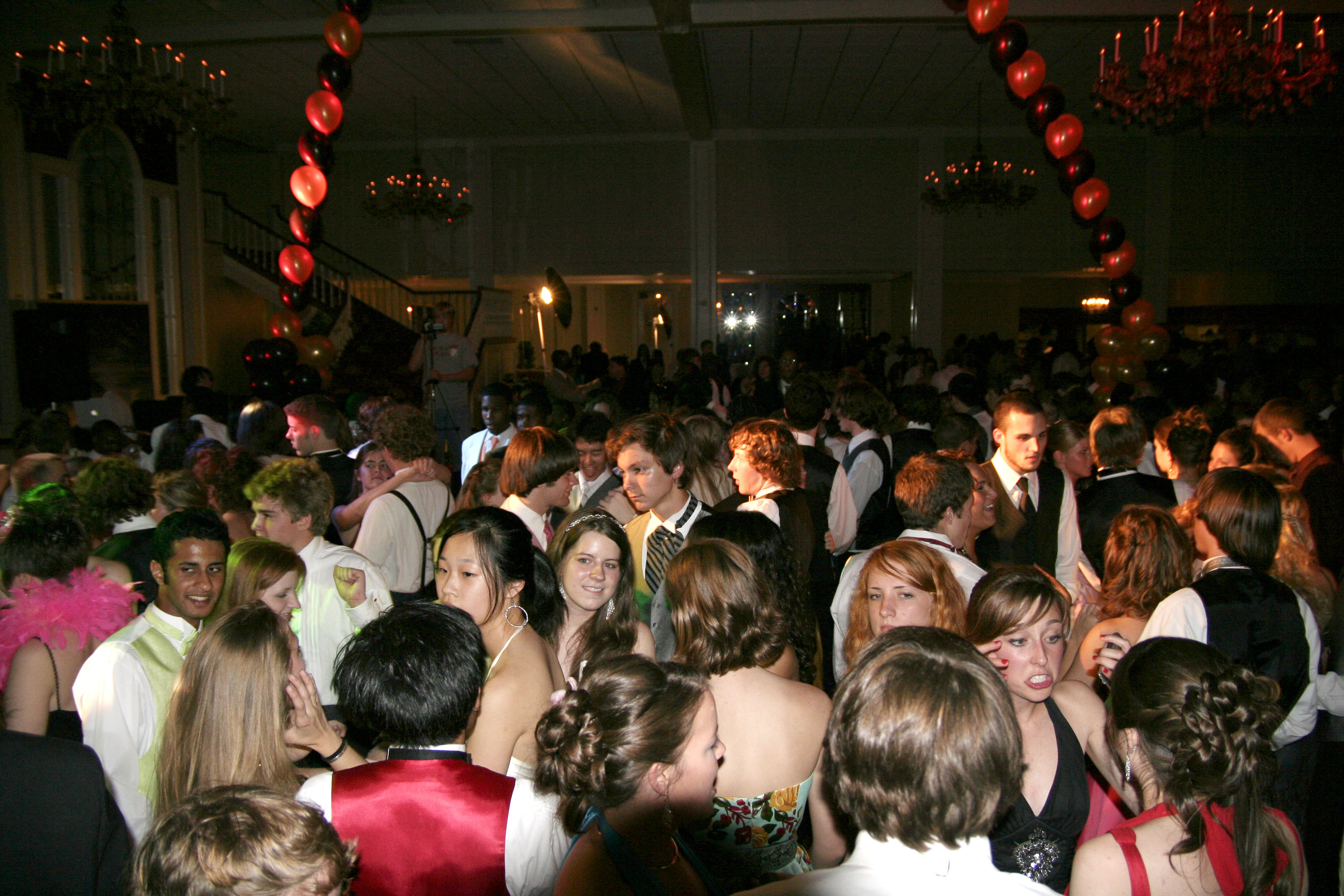
Prom dance

男子の衣装は普通タキシードであるが、目立つために派手な色をしたカマーバンドや蝶ネクタイをつける者もいる。女子の衣装は普通ドレスやガウンであり、最近ではネイルアートなども定番となっている。女子にとってドレス選びはとても重要で、アメリカではドレスのカタログ雑誌まで売られている。また、男子は女子に花飾りやブーケを贈る習慣がある。
一般的なプロムの内容はダンスや食事、おしゃべりなどで、基本的に夜に行われる。会場は大抵飾り付けをした学校の体育館である。都会の高校ではホテルの会場を借りたり、リムジンをチャーターすることもある。会場ではロックバンドやDJが登場し場を盛り上げる。BGMとしてロックは定番であり、ヒップホップも人気が高い。また、ダンスのあとには大抵、投票によってキングとクイーンを決めるイベントがある。
会場の準備や後片付けなどで保護者が協力することが多いが、これは生徒たちが飲酒やドラッグ、不健全性的行為などの問題行為を起こさないよう見張るためでもある。また、プロムが終わったあとポスト・プロムやアフター・プロムと呼ばれる二次会のようなパーティが開かれることがあるが、これは学校の行事ではなく、皆カジュアルな服装をしていてホームパーティーのようなものである。
アメリカの青春映画やテレビドラマの中で度々重要なイベントとして登場している。

## アンチ・プロム
プロムはそのフォーマルな様式や人気者（主としてジョックやクイーン・ビー）だけが目立ちやすいイベント構成のため、一部の生徒から反発を受けており、反対集会「アンチ・プロム」（Anti-prom）が有志の生徒たちによって、しばしば開かれている。アンチ・プロムは反対やボイコットを示すだけでなく、生徒が独自に開催する非公式のプロムの形態をとることもある。当然、この場合は学校側は全く関わっておらず、教師の管理下外で行われることになる。そのため、仲のいい友人や同性愛の仲間と少人数で開くことができるので、自由に予算が設定できたり、好きな音楽だけを流せたりするなど、公式のプロムより気軽に楽しめることもアンチ・プロムを開く大きな理由となっている。
また、プロムではペアでのダンスなど男女が密着になることから、宗教的な理由でプロムを拒否する生徒もいる。

## 日本におけるプロム
日本において高校や大学でプロムを開催される例は極めて稀である。これは、欧米のようなダンスパーティの慣習が根付いていないほか、異性との身体的接触を積極的に行わない文化的背景・国民性が主因となっていると考えられる。
「酒の席で男女がペアとなって踊る」という文脈を持たない日本においては、ペアダンス（社交ダンス）はあくまで競技としての区分で認識されることが多く、ダンスに習熟しない者にとってはしばしば心理的障壁となる。（第二次世界大戦の終戦後に進駐軍向けにダンスホールが多数開かれたことを契機として、若い男女の出会いの場としてダンスパーティーが隆興の兆しを見せたが、風俗営業適正化法の改正等によりその勢いを失った。）
現在では、主に社会人を対象として開催されるダンスパーティは日本においても活況を呈している。

## プロムが登場する作品の例
- 1948年 スイングの少女
- 1962年 ロリータ
- 1973年 アメリカン・グラフィティ
- 1976年 キャリー
- 1978年 グリース
- 1980年 プロムナイト
- 1983年 超能力学園Z
- 1984年 青い瞳の聖ライフ（OPにプロムのシーンあり）、フットルース
- 1985年 バック・トゥ・ザ・フューチャー（魅惑の深海ダンスパーティ）
- 1986年 プリティ・イン・ピンク 恋人たちの街角
- 1988年 ミッドナイトをぶっとばせ!
- 1993年 ビバリーヒルズ高校白書、フルハウス （シーズン6）
- 1995年 フルハウス（シーズン8）
- 1997年 ラストサマー
- 1998年 待ちきれなくて…、メリーに首ったけ、バフィー 〜恋する十字架〜 （シーズン3、第54話「プロムパーティ」（原題：The prom））
- 1999年 25年目のキス
- 1999年 恋のからさわぎ、アメリカン・パイ、ヴァージン・スーサイズ、シーズ・オール・ザット、ハード・キャンディ
- 2000年 学園天国、ハート・オブ・ウーマン
- 2001年 ロズウェル 星の恋人たち
- 2004年 ミーン・ガールズ、ガール・ネクスト・ドア、コールドケース 迷宮事件簿 （シーズン2、第3話「ダニエラ」）、ナポレオン・ダイナマイト
- 2004年 ナポレオン・ダイナマイト
- 2006年 The O.C. （シーズン2）
- 2007年 スーパーバッド 童貞ウォーズ （アンチ・プロム）
- 2008年 プロムナイト、ヤング・スーパーマン （シーズン4）、ハイスクール・ミュージカル ザ・ムービー、トワイライト〜初恋〜
- 2009年 私の中のあなた、新ビバリーヒルズ高校白書、 カイルXY （シーズン3）
- 2011年 Glee （シーズン2、第20話）、フットルース 夢に向かって、Glee （シーズン3、第19話。プロム勢とアンチ・プロム勢の両方でストーリーが展開する）、ティーンスピリット
- 2012年 21ジャンプストリート、仮面ライダーフォーゼ （第25話、第26話）、キャリー、ウォールフラワー
- 2014年 スペース☆ダンディ（17話より、ミュージカルでキングとクイーンを決める内容となっている）
- 2018年 やはり俺の青春ラブコメはまちがっている。[1]（第12巻より、プロム計画について描かれている。）
- 2020年 ザ・プロム